# Stackars lilla Sven
Stackars lilla Sven är en svensk långfilm från 1947 med Nils Poppe och Annalisa Ericson i huvudrollerna. Filmen är baserad på teaterpjäsen Mr Cinders som paret Poppe-Ericson även spelade på scen.

## Handling
Filmen är en humoristisk variant på sagan om Askungen; när Svens rike adoptivfar gifter om sig med den fattiga men högfärdiga baronessan von Stråhle blir Sven hunsad och nertryckt av sin styvmor och hennes båda söner. Baronessan vill att någon av sönerna gifter sig med Marianne, dottern till den man som nu äger familjen von Stråhles gamla släktgods - men så träffas Sven och Marianne helt oförhappandes, och ljuv musik uppstår...

## Om filmen
Filmen premiärvisades på biograf Skandia i Stockholm  24 februari 1947. Som förlaga har man använt pjäsen Mr. Cinders av Clifford Grey och Greatrex Newman.

## Rollista i urval
- Nils Poppe - Sven Carlsson
- Annalisa Ericson - Marianne Wennerberg, utger sig vara hembiträde
- Hjördis Petterson - baronessan Agata von Stråhle, omgift Carlsson,
- Douglas Håge - direktör Anton Carlsson, Agatas make, Svens far
- Åke Engfeldt - Claes-Göran von Stråhle, Agatas son
- Åke Jensen - Christer von Stråhle, Agatas son
- Hilding Gavle - direktör Kurt Wennerberg på Gripingehus,
- Marianne Gyllenhammar - Anna-Lisa Wennerberg, Mariannes kusin
- Elisaveta - donna Lucia
- Carl-Gunnar Wingård - polis
- Julia Cæsar - Tilda, Carlssons kokerska
- Helge Mauritz - Bengtsson, egentligen boven Nilsson-Ström
- Artur Rolén - bondgubben
- Arne Lindblad - landsfiskalen
- Martin Ljung - maskeradgäst

## Musik i filmen
- Trädgårdsvisa, kompositör Sven Gyldmark, text Gardar, sång Annalisa Ericson
- Les patineurs (Skridskoåkarna), kompositör Émile Waldteufel, instrumental.
- Jägarvisa, kompositör Sven Gyldmark, text Gardar, sång och dans Nils Poppe och Annalisa Ericson
- En sjöman älskar havets våg svensk text Ossian Limborg, sång Nils Poppe
- Wein, Weib und Gesang, vals, op. 333, kompositör Johann Strauss d.y., instrumental.
- Att man ä' som man ä, kompositör Sven Gyldmark, text Gardar, sång och dans Nils Poppe, Åke Engfeldt och Åke Jensen
- Gavotte (Gossec), kompositör François-Joseph Gossec, instrumental.